# El libro de los amores ridículos
El libro de los amores ridículos (en checo, Směšné lásky) es un relato del escritor checo Milan Kundera, publicada en 1968.
Se trata de una obra que relata una serie de relaciones amorosas ambientadas en Praga. Esta obra, al igual que el resto de obras del autor, narra distintas relaciones amorosas a través de un humor sabio y un tinte filosófico.
Con esta obra, Milan Kundera hace reflexionar sobre los contradictorios juegos del amor, el sexo y la amistad.

## Personajes
- Profesor: Personaje principal que muestra una mentalidad de superioridad y egolatría con respecto a quienes están a su alrededor. A pesar de estar enamorado de Klara, siente la necesidad de mirar por su propio orgullo antes que por su amada. Demuestra el lado egoísta que puede aparecer en las personas cuando se encuentran en momentos límite a los que llevan las mentiras.
- Klara: Pareja del profesor que busca salir de su trabajo como costurera y conseguir el que su amado le prometió; el de modelo. A lo largo del relato va descubriendo como el amado pone su orgullo por encima de la relación y, por ello, decide abandonarlo.
- Señor Zaturecky: Es un científico que ha abandonado su vida para dedicarse a las investigaciones. Sólo busca ser reconocido y dedicar su trabajo a lo que tanto desea. Para ello, necesita la reseña positiva del profesor.
- Señora Zaturecka: Mujer del señor Zaturecky. Muestra la personalidad de una persona que confía ciegamente en su pareja y le muestra su apoyo incondicional para conseguir lo que desea, aunque eso conlleve perjudicar su bienestar.
- Amigo de Martin: Personaje principal divorciado que persigue a su amigo en sus experiencias amorosas a pesar de no ser esta la actividad que desea realizar. A lo largo del relato reflexiona acerca de su postura y concluye en que es inútil pretender ser alguien que no quiere ser.
- Martin: Personaje mujeriego que representa dos personalidades. Por un lado, mantiene su personalidad enamorada de su mujer sin llegar a tener más acercamiento con las mujeres que el flirteo y, por otro lado, a través del acto de ligar con mujeres, muestra como está agarrado a la juventud y no pretende dejarla atrás.
- La falsa autoestopista: Este personaje se nos presenta como una mujer tímida, pudorosa, que a lo largo de la historia va mostrando quién le gustaría ser; una mujer atrevida que no tiene vergüenza y se siente a gusto consigo misma.
- El falso conductor: El personaje se muestra como alguien muy enamorado de su pareja que ha tenido un pasado en el que ha sido mujeriego. Esto causa un conflicto en él, ya que rechaza a cualquier mujer que se adapte a los cánones de las pasadas mujeres con las que ha tenido relaciones.
- Doctor Havel: de nuevo se nos presenta un personaje mujeriego que es famoso por la gran cantidad de mujeres con las que se ha acostado.
- Médico jefe: está casado pero mantiene una relación con una doctora que se encuentra también presente en la historia. A pesar de ser el más mayor de todos, pretende presentarse como un juvenil doctor.
- La enfermera Alzbeta es un personaje que se muestra como atrevida, que pretende flirtear con distintos personajes de la historia pero a la vez está confundida.
- Doctor Flajsman: es un médico en prácticas. Personaje joven e inseguro que, a pesar de estar enamorado, no da el paso a hablar, y por eso sus acciones parecen ser contradictorias.
- Doctora: pareja del médico jefe. Se presenta como una mujer muy segura y coherente con sus palabras.
- Mujer que visita el cementerio: Refleja la imagen de una mujer que se casó a una edad muy temprana con una persona mucho mayor que ella. Constantemente se repite la importancia de la huella que deja en los demás cuando está en vida, lo que le hace no vivir su propia vida, sino resignarse a hacer lo que desea su entorno.
- Amigo de la juventud: Este personaje muestra de nuevo el miedo que pone Milan Kundera en muchos de sus personajes de mirar hacia la vejez, pues es un hombre preocupado por una calva, signo de que está envejeciendo. Al encontrarse con el otro personaje se le presenta la posibilidad de volver a su juventud en la unión con ella.
- Mujer del doctor Havel: Mujer joven y atractiva que, por el pasado de su marido, se siente insegura y celosa.
- Reportero: Joven que admira al doctor. Se representa como la imagen rejuvenecida de Havel.
- Eduard: Joven ateo que finge creer en Dios por complacer a la mujer con la que desea mantener una relación amorosa.
- Alice: Pareja de Eduard que profesa un gran amor a Dios y, a lo largo del relato, por ver a su pareja como un mártir, decide entregarse a él en relaciones sexuales.

## Argumento

### Nadie se va a reír
La obra comienza con el relato de un profesor de arte en la universidad en Praga a quien se le ofrece la posibilidad de escribir una reseña acerca de una investigación científica, el señor Zaturecky. Al margen de esta situación, el profesor mantiene una relación amorosa con Klara, a quien le ha prometido encontrar trabajo como modelo. La situación del profesor comienza a torcerse cuando intenta evitar al científico y su reseña por no decirle que no está dispuesto a reseñarla. Finalmente, el profesor le explica a la señora Zarutecka, mujer del señor Zarutecky, el motivo por el que no quiere reseñar su investigación, y Klara lo abandona como consecuencia de las mentiras constantes realizadas por su amante.

### La dorada manzana del eterno deseo
En este relato, se narra la historia de dos hombres que dedican su tiempo libre a hablar con mujeres y ligar con ellas. Uno de ellos, Martin, se nos presenta como un gran enamorado de su mujer, Jirina pero, al mismo tiempo, es el más mujeriego de los dos. En cambio, el segundo hombre, a pesar de seguir las huellas de Martin, prefiere dedicar el tiempo a la lectura de un libro acerca de la cultura etrusca.
A lo largo del relato, se nos va presentando cómo realmente ocurren esas experiencias de flirteo con las mujeres, y es que Martin nunca llega al final del asunto por estar enamorado de su mujer, y su compañero solo lo sigue en sus juegos amorosos.

### El falso autoestop
El relato trata sobre una pareja que emprende un viaje en sus vacaciones. Se narra como siempre que estos viajan en coche, la mujer de la relación tiene que hacer autoestop porque terminan con el depósito de gasolina. En este viaje no ocurre, pero deciden hacer un juego de roles en el que ella actúa como una autoestopista y el la recoge en su coche. Según avanza la historia van adentrándose en los papeles del juego hasta tal punto que forman personalidades completamente opuestas a las reales. Primero comienza como un juego excitante, pero se va complicando según avanza la historia.

### Symposion
Esta es la única historia que tiene relación con otra del libro, en concreto, con la sexta parte, en la que aparece el doctor Havel.
En este relato concreto la historia reside en un hospital, y la estructura es a modo de teatro, separado por actos. En la sala de guardia están reunidos cinco doctores que trabajan en ese hospital, algunos están trabajando y otros aprovechan para charlar.
A lo largo de la noche surgen distintas reflexiones sobre el sexo y el amor, además, se presentan distintas historias amorosas entrelazadas que también hacen reflexionar a cada uno de los personajes.

### Que los muertos viejos dejen sitio a los muertos jóvenes
Este relato cuenta la historia de dos personajes que tuvieron una relación amorosa quince años atrás y, desde entonces, no se han vuelto a ver.
La mujer viaja todos los años hasta la ciudad en la que él vive para visitar la tumba de su marido, pero en esta última visita se encuentra con que, al no renovar el dinero del hueco en el cementero, han retirado la tumba de su marido y han puesto la de otra persona que ha muerto recientemente. La mujer se queda destrozada porque a sus espaldas carga con la presión de su hijo. Después de darse cuenta de este descuido se encuentra con este viejo amigo con el que tuvo relación hacía quince años, y como tiene una larga espera en el tren que la lleva a casa, el hombre la invita a tomar algo en la suya.
A través de conversaciones entre estas dos personas, se van dando cuenta de como han cambiado sus personas pero, a la vez, como conservan gran parte de su esencia. El hombre hace reflexionar a la mujer acerca de la carga de presión que tiene con su hijo, quine no permite que esta rehaga su vida amorosa ni tenga relaciones sexuales con otros hombres.

### El doctor Havel al cabo de veinte años
Esta historia está conectada con la cuarta parte, ya que su protagonista es el doctor Havel, pero esto ocurre veinte años después. La situación del momento del personaje es enfrentándose a las trabas de la edad. De nuevo se refleja el miedo al paso del tiempo y a dejar de ser el joven que un día fue. Esta faceta del doctor Havel hace que se sienta con menos poder ya que, con la edad, no es tan atractivo.
El hecho de que su esposa sea más joven pero, a la vez, sea celosa, le hace sentir que a veces tiene momentos de juventud y sigue siendo atractivo.
Por la edad también, el doctor tiene que enfrentarse a una serie de tratamientos en un balneario, y es allí donde conoce a un joven reportero que le hará recuperar ese sentimiento de ser admirado, puesto que este necesita constantemente la aprobación del médico.

### Eduard y Dios
Un joven maestro llamado Eduard se enamora de una joven que cree en Dios, algo que no gusta en su trabajo. A causa de la creencia de su pareja, Eduard decide fingir ser creyente también y acude frecuentemente a la iglesia. Esto hace que la directora, maestros y personas que trabajan en el mismo lugar adopten posturas que pretenden frenar su falsa creencia en Dios.
Finalmente, se verá al protagonista como un mártir, lo que hará que su pareja, Alice, rehuse de abstenerse del sexo y se entregue a Eduard. 